# Балтийский бульвар
Балти́йский бульва́р — набережная в Красносельском районе Санкт-Петербурга. Идет вдоль Финского залива от улицы Маршала Казакова до улицы Адмирала Черокова (фактически до улицы Маршала Захарова).
Название присвоено 17 января 2017 года. В решении Топонимической комиссии поясняется: «В связи с тем, что проезд проходит по берегу Финского залива».
Строительство проезда началось в 2014 году. Также строится троллейбусное кольцо между улицей Маршала Захарова и Ленинским проспектом.

## Примечание
На углу с Ленинским проспектом планируется установка памятника «Жене моряка».

## Транспорт
Метрополитен: ближайшие станции — «Кировский завод», «Автово», «Ленинский проспект», «Проспект Ветеранов»; строится станция «Юго-Западная».
Строится троллейбусное кольцо между улицей Маршала Захарова и Ленинским проспектом. Также вдоль бульвара планируется линия трамвая.
1. Троллейбус № 32
2. Автобус № 243 (на пересечении с Ленинским проспектом)

## Здания
- Дом 4 — ЖК «Паруса»

## Пересекает следующие улицы, дороги и проспекты
Балтийский бульвар граничит со следующими улицами:
- Улица Адмирала Черокова (проект)
- Набережная Дудергофского канала (проект)
- Улица Маршала Захарова
- Ленинский проспект

## Примыкает к следующей улице
- Улица Маршала Казакова